# Беркирхен
Беркирхен (њем. Bergkirchen) општина је у њемачкој савезној држави Баварска. Једно је од 17 општинских средишта округа Дахау. Према процјени из 2010. у општини је живјело 7.153 становника. Посједује регионалну шифру (AGS) 9174113.

## Географски и демографски подаци
Беркирхен се налази у савезној држави Баварска у округу Дахау. Општина се налази на надморској висини од 521 метра. Површина општине износи 60,0 km². У самом мјесту је, према процјени из 2010. године, живјело 7.153 становника. Просјечна густина становништва износи 119 становника/km².